# Sacrificio infantil en Uganda
En el África subsahariana, «la práctica de asesinatos rituales y sacrificios humanos» sigue teniendo lugar a pesar de ser ilegal, tal como describe la Carta Africana de Derechos Humanos y de los Pueblos y otros instrumentos de derechos humanos. Habitualmente se trata de extraer partes del cuerpo, sangre o tejidos de un niño vivo, lo que a menudo resulta en la muerte de estos niños, que suelen ser secuestrados para estas prácticas. En Uganda la costumbre se mantiene a 2023.
En el siglo XXI, en Nigeria, Uganda, Suazilandia, Liberia, Tanzania, Namibia, Zimbabue, así como Mozambique, y Mali, se realizan tales prácticas documentadas en el informe.

## Antecedentes y contexto

### Asunto
Los distritos rurales cercanos a Kampala, la capital de Uganda, se han visto gravemente afectados por secuestros de personas vulnerables, en particular niños, con el fin de sacrificarlos ritualmente. Se trata de un fenómeno moderno que pretende ser parte de las antiguas costumbres del país, a través del uso de la medicina tradicional, en la que confía aproximadamente el 80% de la población. En las comunidades expuestas se han colocado carteles en las carreteras, talleres y sistemas de alerta para advertir a los niños y sus familias del peligro que suponen los secuestros infantiles por parte de brujos, con el fin de sacrificarlos.

### Motivo
Los brujos, que también se identifican como curanderos tradicionales, consultan con espíritus míticos para cualquiera que pueda pagar sus servicios. Se cree que los espíritus se comunican a través de ellos y el tipo de sacrificio es el que se requiera para apaciguarlos. A menudo, estos sacrificios se realizan con pollos o cabras, pero cuando tales sacrificios no logran que el cliente prospere instantáneamente, se cree que «los espíritus» exigen sacrificios humanos.

### Causas
Los niños suelen ser víctimas de sacrificios por diversas razones, la más común es que son relativamente fáciles de secuestrar. Como son mucho más vulnerables que los adultos, los niños son más fácilmente engañados y no pueden defenderse. Otra razón por la que se secuestran niños es que espiritualmente se los considera más «puros»; se cree que un sacrificio «puro» o «sin mancha» produce mejores resultados. Si un niño ha sido circuncidado, marcado con cicatrices o tiene las orejas puntiagudas, esto representa desfiguración o impureza, y se puede perdonar el sacrificio. Algunos padres han marcado a sus hijos de estas maneras para protegerlos.
En otros casos, los familiares entregan a los niños a los brujos por desesperación y falta de dinero. Un niño tiene un gran valor y proporciona dinero instantáneo a familias con dificultades. Otra causa del secuestro de niños es la creencia de que los niños representan una nueva vida en crecimiento y que ofrecerlos como sacrificio traerá prosperidad y crecimiento a quien los ofrece.

### Sacrificio de niños
Generalmente, un brujo probará primero otros métodos para lograr un cambio en las desgracias o para alcanzar los deseos de una persona usando remedios herbales o sacrificios de animales. Cuando no tiene éxito, se propone recurrir al sacrificio de niños, porque se cree que es la opción más poderosa. Cuando se sacrifica a un niño, el brujo y sus cómplices generalmente se encargan de todo el proceso.  Esto incluye: la caza del niño, el secuestro, seguido de la extracción de ciertas partes del cuerpo, la preparación de una poción y, por último, si es necesario, deshacerse del cuerpo de la víctima.
Un tipo de sacrificio es la extracción de sangre, que luego se utiliza en medicinas o se mezcla con hierbas. Se utilizará en el lugar donde se desee el éxito, la curación o la riqueza. En otros casos, se entierra a un niño bajo los cimientos de un edificio, ya sea vivo o muerto, o sólo sus manos, pies y genitales para traer buena suerte al nuevo edificio.

### Supervivientes
Los niños que sobreviven a menudo quedan con consecuencias traumáticas para el resto de sus vidas. Lo más común es que los supervivientes queden con grandes cicatrices en todo el cuerpo, especialmente en la cabeza y el cuello. La mutilación genital también es una situación común para quienes experimentan esta terrible experiencia, lo que lleva a problemas urinarios y un desarrollo de la pubertad distorsionado. El daño psicológico que sufren los niños afecta todo su desarrollo; las víctimas pueden tener dificultades para desarrollar relaciones «normales» después de un ataque de este tipo. Las familias también se ven afectadas, ya que los padres a menudo soportan la carga financiera de cubrir el tratamiento a corto o largo plazo.

## Dinámica

### Deseo de riqueza
Un estudio del contexto ugandés muestra una gran disparidad entre la élite rica y el ugandés medio que lucha para llegar a fin de mes. Es casi imposible para alguien nacido en una familia pobre ascender en la escala social. La brecha entre ricos y pobres combinada con el descontento con el statu quo político, la corrupción endémica y el sentimiento general de que el país ha perdido el rumbo genera mucho descontento y frustración. Es en un ambiente así que los brujos prosperan, prometiendo a la gente desesperada una forma milagrosa de superar la brecha social, moverse del fracaso al éxito y de la pobreza a la riqueza.
La pequeña élite que se enriqueció en un tiempo relativamente corto durante el auge económico de Uganda a principios del siglo XXI es un desarrollo que los brujos muestran como ejemplo de sus éxitos. Afirman que han ayudado a muchos nuevos ricos a conseguir su fortuna. Según el jefe del Grupo de Trabajo contra el Sacrificio Humano del país, el sacrificio de niños está directamente relacionado con el aumento de los niveles de desarrollo y prosperidad, y con la creciente creencia de que la brujería puede ayudar a las personas a enriquecerse rápidamente.
Se cree que el sacrificio de niños aumenta el poder de la magia de un brujo, y así los amuletos o talismanes que se entregan a los clientes son más poderosos. En consecuencia, los brujos siguen ejerciendo su actividad, obteniendo pingües beneficios económicos.

### Brujos y curanderos tradicionales
Todos los brujos se identifican como curanderos tradicionales, pero no todos los curanderos tradicionales son brujos y la mayoría no realiza sacrificios de niños. Esta identificación ha hecho que la brujería se asocie con las prácticas curativas de la cultura indígena, generando un aumento en la fascinación por la brujería. Esto ha dañado la reputación de aquellos curanderos tradicionales y herbolarios que no utilizan carne humana pero que aun así son culpados por estos crímenes.

### Políticos en busca de fortuna
Existe un mayor riesgo de sacrificios de niños y un mayor trabajo para los brujos en torno a las elecciones. Esto se debe a que ugandeses de alto perfil han aceptado esta práctica al estar convencidos de que necesitan sacrificar a un menor para ganar un puesto como diputado.

## Casos individuales

### Superviviente
BBC News investigó a un niño de siete años llamado Allan Ssembatya. Fue atacado por un brujo local y dos conocidos cuando regresaba a casa de la escuela, mientras caminaba con amigos. En el santuario del brujo le golpearon en el cuello, en los hombros y en la cabeza con un machete. Le extirparon uno de los testículos y lo dejaron tirado en un arbusto, pero sobrevivió, aunque estuvo en coma durante un mes. El brujo local lo admitió los hechos, pero el juicio aún está pendiente debido a la lentitud de la investigación y a las acusaciones de corrupción. La familia de Allan tuvo que cambiar de casa y de trabajo para superar la terrible experiencia y todavía hoy sufre efectos adversos.

### Víctima asesinada
Steven (Emmanuel) Kironde fue asesinado a la edad de seis años en 2009. Estaba al cuidado de su abuela, que abandonó brevemente la casa familiar para hacer un recado, cuando fue secuestrado. Su cuerpo fue encontrado a la mañana siguiente decapitado detrás de la casa. El brujo fue arrestado, pero tres semanas después la policía ofreció un pago a la abuela para que abandonara la denuncia. Esta petición fue rechazada y no ha habido más novedades en el caso. Existen varios casos como éste en el sistema judicial.

### Antiguo brujo
Polino Angela abandonó este trabajo en 1990; desde entonces ha dedicado su tiempo a convertir a otros 2400 brujos. Afirmó haber asesinado a setenta niños, incluyendo a su propio hijo de diez años, en el pasado. James Nsaba Buturo, Ministro de Ética e Integridad, estuvo de acuerdo con el enfoque de Polino, al afirmar que tratar de persuadir a los brujos para que cambien es mejor que aplicar un castigo retroactivo, lo que causaría un problema para la justicia. En 2010, Polino Angela fue acusado por la policía por mentir sobre sus sacrificios de niños.

## Estadísticas
En Uganda, las estadísticas sobre el sacrificio de niños son difíciles de calcular con precisión. La Comisión de Derechos Humanos de Uganda publicó un informe en 2014 en el que advertía que los números mencionados posiblemente subestimaban los casos reales. Las estadísticas estaban se ven afectadas por la tardanza en las denuncias y por la manipulación de las escenas del crimen. Entre 2007 y 2008 se produjo un aumento del 800% en el número de casos de sacrificios rituales denunciados.
La Red Africana para la Prevención y la Protección contra el Abuso y el Abandono (ANPPCAN) informó que casi 3000 niños desaparecen de sus hogares cada año. Esta cifra está muy lejos de las cifras mencionadas. Un informe de UNICEF afirmó que en 2014 y 2015 se denunciaron 13 casos de sacrificio de niños y que seis de ellos en 2015 estaban relacionados con las elecciones.

## Legislación actual

### Legislación
Actualmente, existen tres leyes que regulan el sacrificio de niños en Uganda. La más reciente de ellas fue la Ley de prevención de la trata de personas de octubre de 2009, que contenía secciones pertinentes sobre la trata con fines de utilización de partes del cuerpo. Antes de esto sólo existía la Ley de Brujería de 1957 y la Ley de Niños de 1997. Durante años se ha permitido el sacrificio de niños mediante brujería porque las autoridades realmente no implementaban la Ley de Brujería. Sigue siendo difícil juzgar y condenar a personas acusadas en virtud de esta Ley, ya que su expresión e interpretación son vagas y el sacrificio de niños no se menciona específicamente. Esto significa que imponer la pena máxima por el asesinato de un niño mediante sacrificio es extremadamente difícil y los tribunales rara vez la utilizan.
En 2016 se aprobó una enmienda a la Ley de la Infancia. En virtud de la cláusula 10, se protege a los niños contra la violencia y se les otorga el derecho a acceder a servicios de protección infantil. Encabezada por la activista Annie Nnaji, esta iniciativa prohíbe específicamente el sacrificio, la trata y la explotación sexual de menores, y la mutilación genital femenina. También garantiza un servicio para los niños que han sido víctimas y establece una estructura obligatoria para denunciar el abuso.
Este grupo se creó en 2009 a la vez que la Ley de Prevención de la Trata de Personas. El gobierno creó el grupo con la intención de que supervisara y coordinara las investigaciones, recopilara estadísticas y trabajara con el público en general para detener esta práctica. El grupo ha descubierto y tratado más casos que las fuerzas del orden desde su creación, pero todavía hay dificultades para obtener pruebas adecuadas para las condenas.

### Obligaciones internacionales
Uganda está obligada en virtud de múltiples tratados a proteger los derechos de los niños. La Convención sobre los Derechos del Niño de 1989 exige que Uganda actúe en el mejor interés de los niños del país garantizando que todos ellos gocen de derechos humanos básicos. Uganda también ratificó la Carta Africana de Derechos Humanos y de los Pueblos. Varios artículos de esta carta establecen obligaciones claras de proteger los derechos humanos. En particular, los artículos 4 y 5 protegen el derecho de toda persona a la vida y a no ser sometida a malos tratos ni a tratos crueles. El artículo 18 identifica específicamente la protección de los niños. Este instrumento internacional trabaja para promover y proteger las libertades humanas básicas y los derechos humanos en toda África. Uganda está obligada a cumplir estas expectativas estableciendo continuamente mecanismos estatales para prevenir tragedias como el sacrificio de niños.

## Conocimiento
La cuestión del sacrificio de niños en Uganda ha sido destacada en los medios de comunicación durante los últimos tres años, y la ABC (Australia) y la BBC han producido varios informes y documentales. La atención de los medios coincidió con campañas mediáticas de ONG ugandesas como RACHO, ANPPCAN-Uganda, organizaciones religiosas como Kyampisi Childcare Ministries (KCM) y Rose's Journey, un esfuerzo colectivo de ugandeses y amigos de Uganda para poner fin al sacrificio de niños.

## Desarrollo futuro
Anteriormente existía un problema con la aplicación e implementación de la legislación pertinente sobre el terreno y en los tribunales. Para que este cambio en la legislación tenga éxito, será necesario enseñar adecuadamente sus efectos al Grupo de Trabajo, donde el cambio puede empezar desde la base. El segundo ámbito de preocupación se encuentra dentro de los sistemas judiciales. En la actualidad, los casos de sacrificio de niños pasan directamente al sistema judicial general. Los casos se estancan fácilmente y tardan mucho tiempo en procesarse. Un departamento judicial creado específicamente para abordar casos de sacrificio de niños proporcionaría una estructura adecuada para las víctimas y sus familias. Las autoridades locales han apoyado esta medida porque ayudará a simplificar el seguimiento de las actividades.